# Ardimentoso
Die Ardimentoso der italienischen Regia Marina war ursprünglich ein Großes Torpedoboot des Amtsentwurfs 1913 der deutschen Kaiserlichen Marine, das im Dezember 1916 als S 63 für diese in Dienst gestellt wurde. Das von der Schichauwerft in Elbing gebaute Boot musste 1920 an Italien ausgeliefert werden und kam dort umbewaffnet als Ardimentoso im Oktober 1925 in den Dienst der Marine. 

Das Boot wurde ab 1931 als Schulboot eingesetzt und 1939 gestrichen und verschrottet.

## Geschichte
Die Großen Torpedoboote des Amtsentwurfs 1913 waren die Abkehr vom Vorentwurf 1911 und dem Versuch, kleinere und preisgünstige Boote zu beschaffen. Der neue Entwurf erreichte die Baugröße der britischen Zerstörer und die späten Boote der Serie wie S 63 kamen mit drei 10,5 cm-Kanonen in Dienst. Sie waren die ersten Torpedoboote der Kaiserlichen Marine, die nur mit Öl angetrieben wurden und die zahlenmäßig größte Klasse mit 71 von 1914 bis 1917 fertiggestellten Booten.

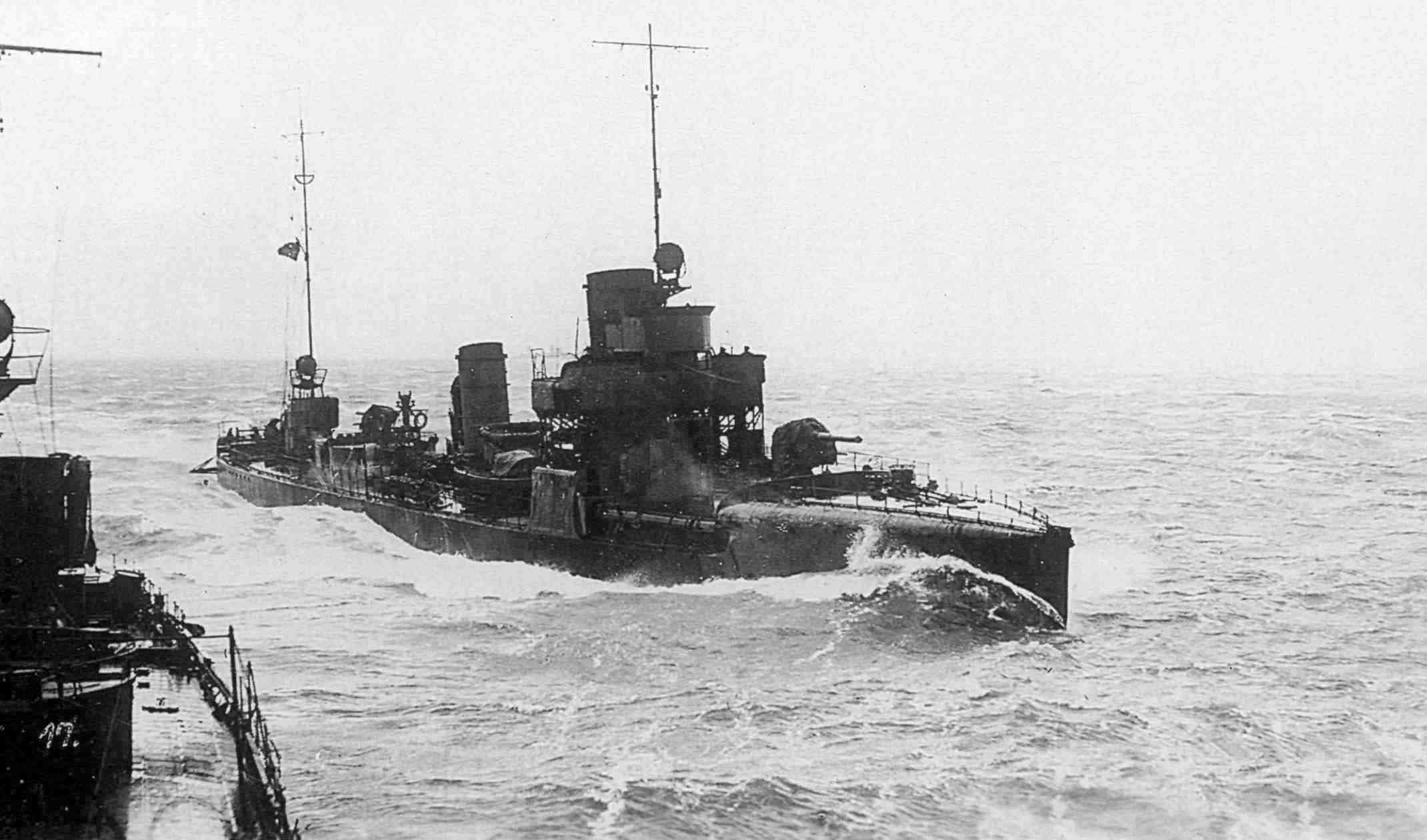
S 63

Das von der Schichauwerft gefertigte S 63 gehörte zur dritten Serie der von der Werft nach dem Amtsentwurf 1913 gebauten Boote nach den 79,6 m langen S 31 bis S 36 und S 49 bis S 52. Von S 53 bis S 66 hatten die Boote eine Länge von 83,1 m Länge und verdrängten 919 t / 1170 t. Bis S 59 waren die Schichau-Boote bei Ablieferung mit drei 8,8 cm-Geschützen vom Typ L/45-C 14 bewaffnet. Ab August 1916 wurden die Boote schon bei Fertigstellung mit drei 10,5-cm-Geschützen vom Typ L/45-C 16 Tk ausgerüstet. Einige der zuvor gelieferten Boote wurden entsprechend nachgerüstet.
S 63 war 1915 in Elbing begonnen worden und lief am 27. Mai 1916 als 21. Schichau-Boot vom Typ 1913 vom Stapel. Noch im Dezember 1916 wurde S 63 von der Kaiserlichen Marine übernommen und kam zur VI. Torpedoboots-Flottille.

## Einsätze
Die VI. Torpedoboots-Flottille mit S 63 verlegte Ende Januar 1917 nach Flandern. Da die Briten Kenntnis von den deutschen Plänen hatten, sollte die Harwich Force die Flottille auf der Verlegungsfahrt stellen. Zwei deutsche Boote wurden beschädigt, aber S 50 konnte den britischen Zerstörer Simoom torpedieren, der daraufhin versenkt werden musste.
Im Herbst 1917 gehörte die Flottille zum „Sonderverband Ostsee“ der Hochseeflotte, der das Landungsunternehmen zur Besetzung der baltischen Inseln Saaremaa (Ösel), Hiiumaa (Dagö) und Muhu (Moon) unterstützte (Unternehmen Albion). S 63 bildete mit V 82, S 61, S 64 und V 74 die dort eingesetzte 13. Halb-Flottille. Das Boot wurde 1918 nochmals in Flandern eingesetzt und war in Zeebrügge entscheidend an der Abwehr des britischen Landungsunternehmens in der Nacht vom 23. auf den 24. April 1918 beteiligt.
Das Boot gehörte nicht zu den in Scapa Flow internierten Einheiten, sondern wurde bei der Eisernen Flottille, einem Freiwilligenverband der Provisorischen Reichsmarine, in der Nordsee eingesetzt. Es wurde dann am 23. Mai 1920 über Cherbourg an die Entente-Mächte ausgeliefert. Die Ablieferung erfolgte zusammen mit V 116 und B 97, die auch an Italien abgegeben wurden, und S 113, H 146 und H 147, die in Frankreich verblieben.

## In italienischen Diensten
Die drei nach Italien abgegebenen Torpedoboote kamen in den Dienst der italienischen Regia Marina, wobei nur der Großzerstörer V 116 als „Esploratore“ Premuda unverändert in Dienst kam. Die beiden anderen wurden umgebaut und umbewaffnet. Aus B 97 wurde der „Esploratore leggero“ Cesare Rossarol mit einem 12-cm-Zwillingsgeschütz auf dem Vorschiff und einem Einzelgeschütz auf dem Achterschiff.
S 63 wurde bis zum Oktober 1925 umgebaut. Die drei 105-mm-Geschütze wurden durch drei 100-mm-L/47-Škoda-Kanonen ersetzt. Dazu kamen zwei automatische 40-mm-L/39-Vickers Terni-M.1917-Kanonen an den Rumpfseiten auf der Höhe des hinteren Schornsteins und zwei 6,5-mm-L/80-Breda-Maschinengewehre am Brückenaufbau. Die Torpedo-Bewaffnung wurde auf zwei Torpedorohre von 500 mm Kaliber reduziert. Die Kuhl wurde geschlossen und das erhöhte Vorschiff bis zur Brücke durchgezogen, eine Maßnahme, die die Seefähigkeit wesentlich verbesserte. Durch diese Veränderungen stieg die normale Einsatzverdrängung auf 1050 Tonnen und betrug 1130 Tonnen bei Volllast. Als das Boot als „Cacciatorpediniere“ Ardimentoso im Oktober 1925 den Dienst in der Regia Marina begann, hatte es eine Besatzung von 111 Mann.
1928 wurde die Ardimentoso erneut umgebaut und das Vorschiff mit dem Brückenhaus verbunden. Ab 1931 diente der Zerstörer in Pola als Schulschiff für den Torpedoeinsatz. Für diese Aufgabe erfolgten weitere Änderungen: So wurde noch zusätzlich ein Zwillings-Torpedorohrsatz für 450-mm-Torpedos installiert.
1938 begann die Abrüstung des Zerstörers, der im Februar 1939 aus der Flottenliste gestrichen und zum Abwracken verkauft wurde. Seit dem Abbruch der französischen Pierre Durand 1934 war die erheblich veränderte Ardimentoso ex S 63 das letzte Boot der mit 71 Booten größten Torpedobootsklasse der ehemaligen deutschen Kaiserlichen Marine.

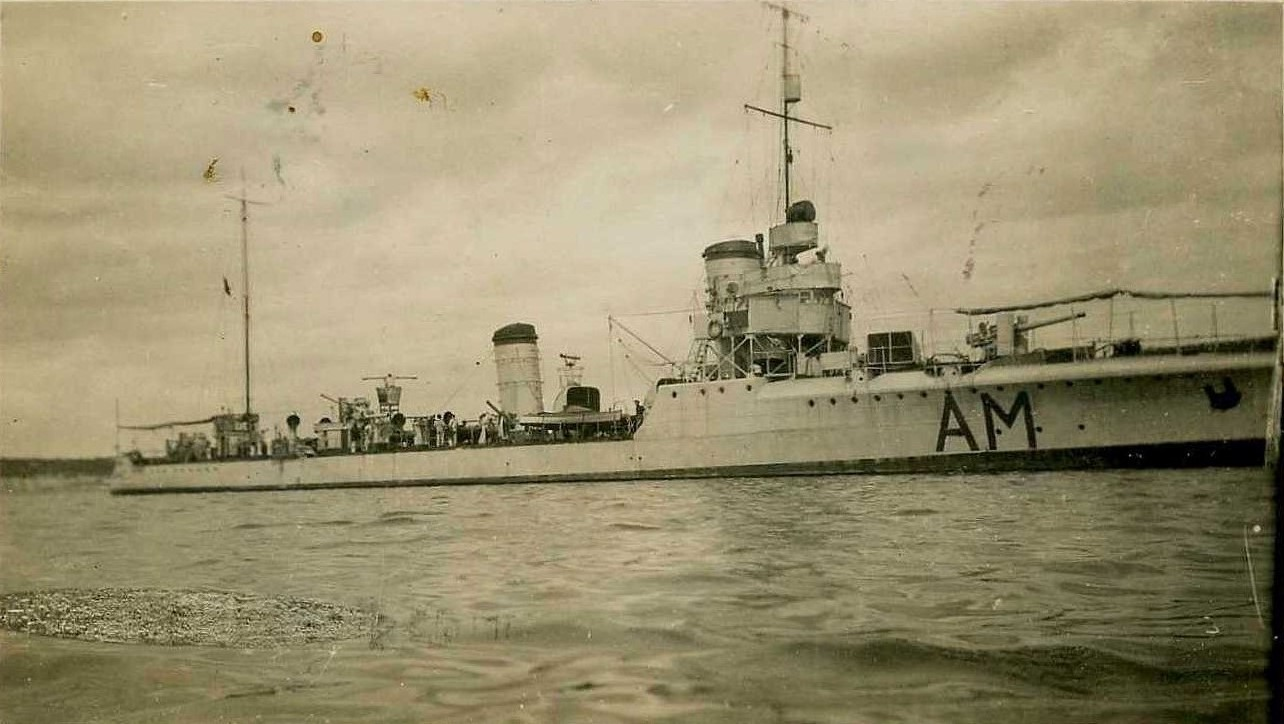
cacciatorpediniere Ardimentoso (S 63)
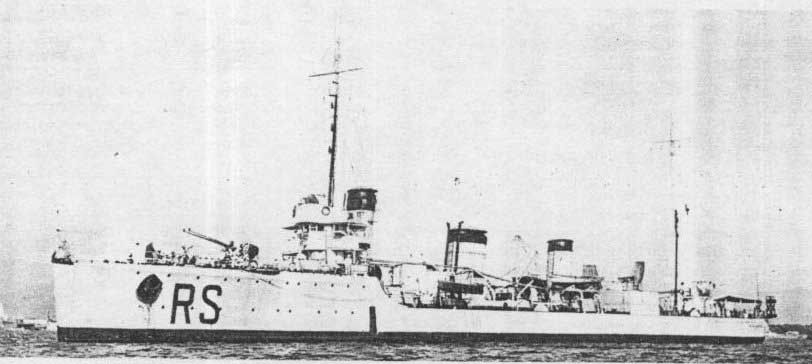
esploratore legero Cesare Rossarol (B 97)
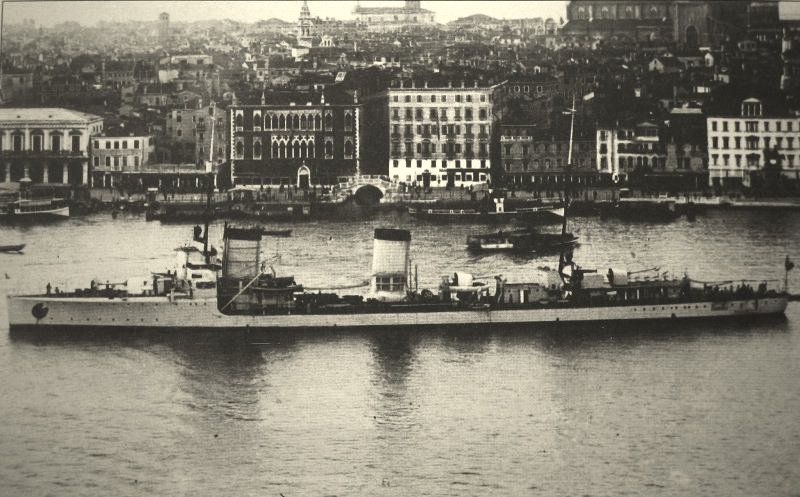
esploratore Premuda (V 116)

## Erneute Namensverwendung

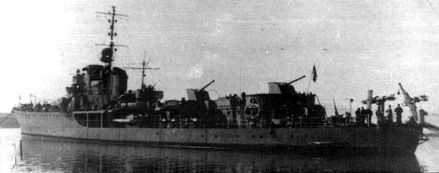
Das Schwesterboot Fortunale 1947

1942 erhielt die italienische Marine während des Zweiten Weltkriegs erneut eine Ardimentoso. Sie war ein Torpedoboot der Ciclone-Klasse, die von der Konstruktion her eher Geleitzerstörer waren. 1949 wurde sie als Lutyj (Лютый) mit den Schwesterschiffen Animoso als Ladnyj (Ладный) und Fortunale als Letnyj (Лётный) an die Sowjetunion abgegeben, die die Boote 1960 aussonderte.